# Piero Scanziani

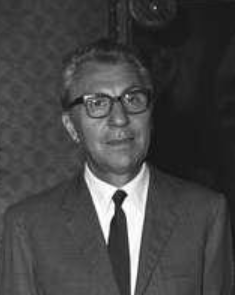
Piero Scanziani 1969

Piero Scanziani (* 17. August 1908 in Chiasso, Kanton Tessin; † 27. Februar 2003 in Mendrisio) war ein Schweizer Journalist und Schriftsteller.

## Leben
Piero Scanziani wuchs als Sohn des Journalisten Antonio Scanziani in Lausanne, Como und Mailand auf. In Mailand besuchte er das Lyzeum Parini.
Ab 1927 arbeitete Scanziani als Journalist für die Gazzetta Ticinese. Er schloss sich der schweizerischen Frontenbewegung an und war von 1929 bis 1933 beim Istituto italiano per il Medio ed Estremo Oriente (IsMEO) und als Sekretär einer faschistischen Zelle in Rom tätig. Er freundete sich dort unter anderem mit Massimo Scaligero an. 1934/35 war er Herausgeber der faschistischen Wochenzeitung Il fascista svizzero und des Nachfolgeorgans A noi! in Lugano.
Nach seinem Bruch mit dem Faschismus war er von 1938 bis 1945 Verantwortlicher des italienischen Dienstes der Schweizerischen Depeschenagentur (sda) in Bern. Ab 1946 hielt er sich wieder in Italien auf. Er verfasste zahlreiche Romane und Aufsätze und gründete 1967 den Verlag Elvetica in Chiasso. Nach seiner Rückkehr 1971 ins Tessin befasste er sich mit christlicher und orientalischer Mystik, insbesondere mit dem Werk Sri Aurobindos.
1978 verlieh ihm die Universität L’Aquila einen Ehrendoktortitel. 1985 und 1986 war er in der engeren Auswahl für den Literaturnobelpreis.

## Auszeichnungen
- 1952: Finalist Premio Viareggio
- 1952: Einzelwerkpreis der Schweizerischen Schillerstiftung
- 1965: Premio Ugo Betti
- 1968/71: Premio della Cultura Roma
- 1969: Premio Veillon
- 1970: Premio Maria Cristina
- 1970: Medaglia d’Oro del Centenario di Roma capitale
- 1980: Premio Dante Alighieri Firenze
- 1982: Premio Revisione Firenze
- 1985: Premio Mediterraneo Palermo
- 1997: Gesamtwerkspreis der Schweizerischen Schillerstiftung

## Werke
- La Chiave del mondo, Mailand 1941
  - Der Schlüssel zur Welt. Ein Roman, der nach dem Sinn des Lebens forscht. Deutsch von Berthold Fenigstein. Pan, Zürich 1944
- I cinque Continenti, Mailand 1942
  - Drei Männer suchen die Wahrheit. Deutsch von Martin Moll. Rascher, Zürich 1945
- L’addestramento del cane da difesa, Rom 1946
- Il cane utile. Trattato pratico d’addestramento, Rom 1951
- Felix, Rom 1952; Neuausgabe mit einem Vorwort von Vittorio Vettori: Elvetica, Chiasso 1980
- 300 razze di cani, Rom 1952
- Come si tiene il cane. Manuale pratico per il cinofilo (mit Gerda M. Umlauff). Pan, Rom 1955
- Giudizio di Adamo, Rom 1957
- Avventura dell’uomo, Mailand 1957
- Millenni, Mailand 1959
- Bestiario, Rom 1962
- Il nostro giorno, 1964
- L’altra faccia di Adamo, 1965
- Alessandro. Dramma in due atti e sette quadri, Rom 1965; Chiasso 1989
- Libro bianco. Romanzo, Chiasso 1967
- Entronauti, Chiasso 1968
  - Die Entronauten. Eine Reise zu den Weisen dieser Welt. Deutsch von Heinz Piedt. Schweizer Verlagshaus, Zürich 1985, ISBN 3-7263-6447-1.
- Cristo nelle testimonianze dei primi cristiani, Chiasso 1972
- Amuleti Talismani Gamahez, Chiasso 1972
- Aurobindo, Chiasso 1973
- Il nuovo cane utile. Trattato di addestramento per tutte le razze e tutti gli usi, Chiasso 1975
- L’uomo interiore. Corso di studi in sette lezioni, Chiasso 1973
- Cani da campagna, Novara 1977
- Enciclopedia del cane, Novara 1981
- L’arte della longevità. Come vivere cinque volte vent’anni, Chiasso 1982
  - Was heisst hier alt? Die Kunst, gesund und aktiv zu bleiben. Deutsch von Eleonore Meyer-Grünewald. Bucher, Luzern 1984, ISBN 3-7658-0458-4.
- L’arte della giovinezza. Da adolescenti a giovani sempre, Chiasso 1985
- L’arte della guarigione. Tornare sani e restarlo, Chiasso 1986
- Verso l’Oriente, Chiasso 1990
- Il fiume dalla foce alla fonte, Chiasso 1996
- Il mastino napoletano. Dialoghi sul molosso (mit Umberto Cuomo), Chiasso 2004
- Maometto. Vita, dottrina, sufismo, piccola antologia del Corano, Chiasso 2005
- Nella stanza dei bottoni. Come dirigere positivamente la propria vita (mit Gaia Grimani), Chiasso 2005